# Hemmiken

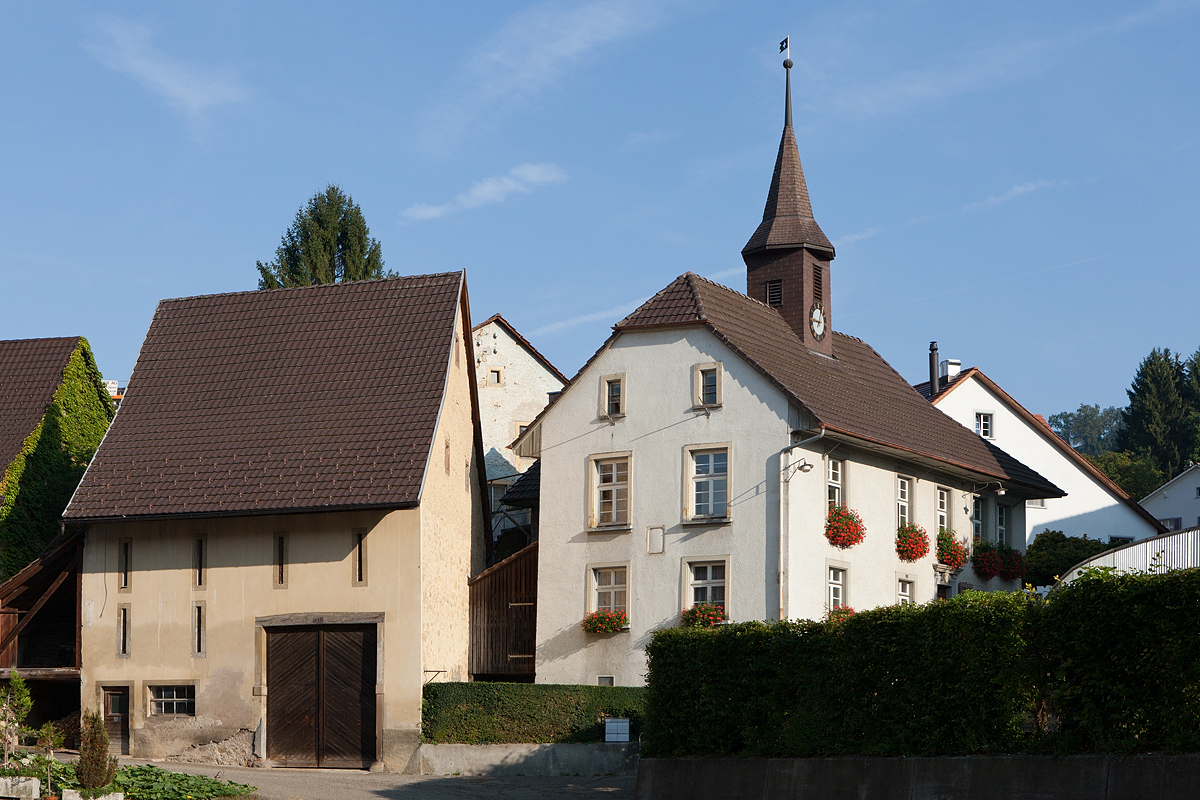
Skolhus.

Hemmiken är en ort och kommun i distriktet Sissach i kantonen Basel-Landschaft, Schweiz. Kommunen har 266 invånare (2023).